# Hemiceras ceiba
Hemiceras ceiba är en fjärilsart som beskrevs av William Schaus 1911. Hemiceras ceiba ingår i släktet Hemiceras och familjen tandspinnare. Inga underarter finns listade i Catalogue of Life.